# Костин, Михаил Александрович
Михаи́л Алекса́ндрович Ко́стин (род. 10 мая 1959) — советский и белорусский легкоатлет, специалист по толканию ядра. Выступал в 1983—1994 годах, трёхкратный бронзовый призёр чемпионатов СССР, чемпион Белоруссии, победитель Второй лиги Кубка Европы по лёгкой атлетике. Мастер спорта СССР международного класса.

## Биография
Михаил Костин родился 10 мая 1959 года. В разное время представлял Воронеж, Минск и Могилёв.
Впервые заявил о себе в 1983 году, став чемпионом РСФСР в толкании ядра.
Начиная с 1984 года толкал ядро дальше 20 метров и регулярно принимал участие в легкоатлетических стартах всесоюзного уровня.
В 1985 году выиграл Кубок СССР.
Первого серьёзного успеха добился летом 1986 года, когда сначала на соревнованиях в Витебске установил свой личный рекорд в толкании ядра на открытом стадионе — 21,96 метра (седьмой результат мирового сезона), а затем с результатом 20,88 выиграл бронзовую медаль на чемпионате СССР в Киеве.
В 1987 году стал бронзовым призёром на чемпионате СССР в Брянске (20,80).
В январе 1988 года на турнире в Минске установил личный рекорд в толкании ядра в закрытом помещении — 21,39 метра (третий результат мирового сезона), тогда как в июле взял ещё одну бронзу на чемпионате СССР в Таллине (20,44).
После распада Советского Союза Костин ещё в течение некоторого времени оставался действующим спортсменом и представлял белорусскую национальную сборную. Так, в 1992 году он одержал победу на чемпионате Белоруссии в толкании ядра, а в 1993 году выиграл Вторую лигу Кубка Европы по лёгкой атлетике в Роттердаме.
Завершил спортивную карьеру по окончании сезона 1994 года.
Впоследствии проявил себя на тренерском поприще, работал в Специализированной детско-юношеской спортивной школе олимпийского резерва в Павловске Воронежской области.
Принимал участие в ветеранских соревнованиях по лёгкой атлетике. В 2011 году победил в толкании ядра и метании диска на Европейских играх мастеров в Италии.